# Sergey Bida
Sergey Olegovich Bida (russo:  Сергей Олегович Бида; IPA: [sʲɪrˈɡʲeɪ̯ ˈbʲidə]; Moscou, 13 de fevereiro de 1993) é um esgrimista russo, medalhista olímpico.

## Carreira
Bida conquistou a medalha de prata nos Jogos Olímpicos de Verão de 2020 em Tóquio como representante do Comitê Olímpico Russo ao lado de Sergey Khodos, Pavel Sukhov e Nikita Glazkov, após confronto contra os japoneses Koki Kano, Kazuyasu Minobe, Masaru Yamada e Satoru Uyama na disputa de espada por equipes.